# マシュマロ・チャレンジ

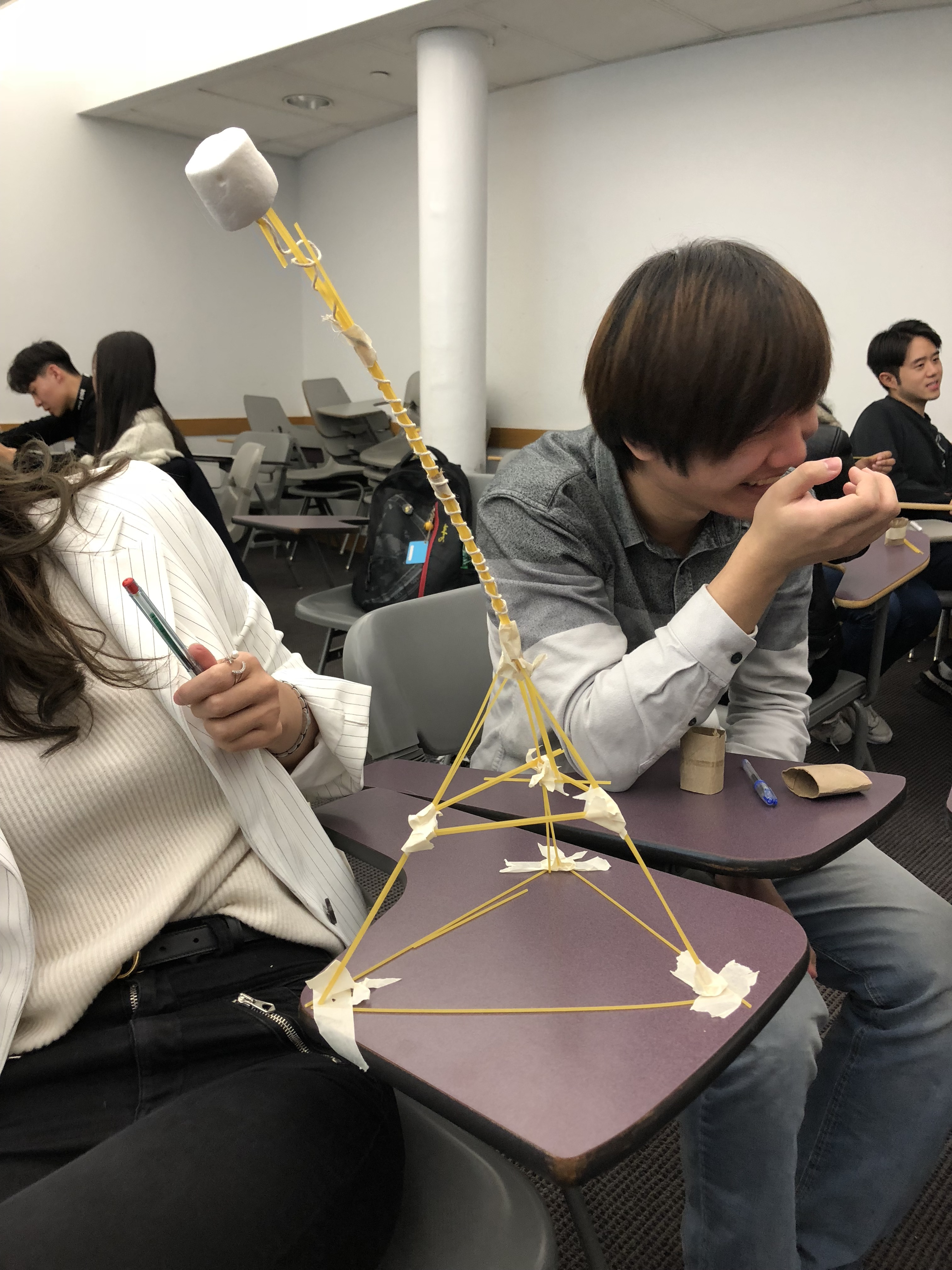
マシュマロ・チャレンジの様子

マシュマロ・チャレンジ（marshmallow challenge）は、パスタ（ロングパスタ）、マスキングテープ、ひも、マシュマロを使って 自立可能なタワーを立て、タワーの高さを競うゲーム。チームビルディングを目的とした研修などで実施される。

## 概要
ピーター・スキルマン（Peter Skillman）が考案し、トム・ウージェックが気に入って世界中に広めたとされる。
世界記録は99センチメートルと言われている。

## 功能
「タワーを作る」という共通目標に対して、チーム全員が協力して挑むことによって、役割分担やコミュニケーションの重要性を体験を通して学ぶことができる。
また、ゲームを複数回実施すると、戦略、PDCA、イノベーションといった要素についても学べる。
一緒に悩み、かつ、楽しんだ経験はチーム形成に良い効果を与える。

## ルール
1チーム4名で、18分以内に以下の材料を使用し、制約に従ってタワーを作り上げる。

### 材料
各チームに以下の材料を配布する。
- スパゲッティ（乾麺、1.7mmのものが推奨される） … 20本[2]
- マスキングテープ … 1メートル[2]
- ひも … 90センチメートル[2]
- マシュマロ … 1個[2]

このほかに、完成したタワーの高さを計測するためのメジャーの類。

### 制約
- マシュマロは切断するなどして形を変えてはならない[2]。
  - パスタをマシュマロに刺すのは良い[2]。
- マシュマロはタワーの頂点に配置されなければならない[2]。
- マスキングテープでタワーを足場に固定してはならない[2]。
- パスタ、マスキングテープ、ひもは任意に切ったり、貼ったりできる[2]。
- 高さを計測している間、タワーは自立していなければならない[2]。

## 一般的な傾向
ビジネススクールを修了したばかりの人のチームはかなり苦戦し、平均をはるかに下回る高さのタワーしか作れないことが多い。このゲームで好成績を残すのは小学生のチームである傾向がある。トム・ウージェックの分析では、ビジネススクール修了生はマシュマロを軽いものととらえ、マシュマロを支えるのに必要なタワーの強度を過小評価するきらいがあった。また、ビジネススクール修了生は直線的な考え方で取り組む傾向があった。材料を分析し、優れたタワーとするためのデザインを決めるための議論を重ねたのちに組み立てを開始する。完成するチームもあるが、タワーのスパゲティが折れて崩れないか恐々と見守るチームがほとんどであった。
ウージェックの考察では、ビジネススクールでは分析と議論によってひとつの最適解を見つけることを教わり、系統だてた評価データを割引現在価値分析や重回帰分析による定量的な精度に魅了され、失敗は高くつくと考えるようになり、規則的な準備を行うことで致命的な失敗は避けられるとの結論に至る。こうやって直線的な思考を身につけると、未知の状況に試行錯誤で立ち向かえなくなる。
一方、小学生のチームでは、まずマシュマロやスパゲティを手に取り、直ちにタワーの組み立てに着手し、マシュマロを支えることのできる形をいろいろと試行錯誤する。